# Эстония на «Евровидении-2010»
Эстония участвовала на конкурсе песни Евровидение 2010, который прошёл в Осло, Норвегия. Эстонию представил дуэт Malcolm Lincoln и группа ManPower 4 с песней Siren, победители конкурса Eesti Laul 2010. Победная песня изначально не входила в десятку финалистов, но была включена после дисквалификации другого участника.

## Национальный отбор
В октябре 2009 года установленные отчёты Эстонии могли бы снять страну с конкурсе песни Евровидение 2010 вследствие сокращения бюджета до 7 %. CEO эстонской общественной телерадиовещательной корпорации Маргус Алликмаа установил, что «отмена участия в Евровидении — самый простой вариант», в бою на 28 миллионов крон (1,5 миллиона евро) сократили расходы. Тем не менее без дискуссий о том, как велась борьба с сокращением расходов в то время, не было принято никакого решения. Это заявление позже поддержала Аннели Тыэвере-Каур, менеджера эстонской общественной телерадиовещательной корпорации, однако решение так и не было принято.
6 ноября было объявлено сообщение об участии Эстонии на конкурсе песни Евровидение 2010 в Осло, с обеспечением 1,5 миллиона евро дотации эстонского предпринимательского фонда с передачей 300 тыс. крон (19,170 евро) для проведения национального отбора (Eesti Laul). Эстонский предпринимательский фонд принял решение для финансирования участия страны было связано с идеей демонстрации Эстонии аудитории почти в 150 миллионов человек, а также чувства национальной гордости за эстонский въезд.

### Eesti Laul 2010
Eesti Laul 2010 стал 2-м национальным отбором от Эстонии на конкурс песни Евровидение, в данном случае на конкурс песни Евровидение 2010. Он состоялся 12 марта 2010 года на канале ETV, хорошо вещающий онлайн на сайте err.ee и на официальном сайте конкурса песни Евровидение eurovision.tv..

### Участники
16 ноября 2009 года эстонской общественной телерадиовещательной корпорации открыла приём заявок артистов и композиторов и их записей песен до 7 января 2009 года. Все артисты и композиторы должны были иметь эстонское гражданство или быть резидентами Эстонии. Из 155 добровольцев были отобраны 110 участников, что побило рекорд предыдущего года. Жюри из 11 членов отобрали из 110 участников лучших 10 артистов с их песнями, которые были анонсированы 11 января 2010 года. В жюри вошли Ардо Ран Варес, Олави Пайде, Эрик Морна, Тоомас Пуна, Ингрид Котла, Хелен Силдна, Ове Петерсель, Меелис Мери, Койт Раудсепп, Силм Нестор и Вальнер Вальме.
Из всех участников национального отбора были Ленна Куурмаа, представившая Швейцарию на конкурсе песни Евровидение 2005 в составе группы Vanilla Ninja. 20 декабря 2009 года был дисквалифицирован Никита Богданов с песней «Made Me Cry» вследствие неправильного опубликования на YouTube до 1 сентября 2009 года. Эту песню заменила песня Siren в исполнении дуэтом Malcolm Lincoln и группы ManPower 4.
| Артист                       | Песня                   | Язык       | Перевод                              | Композитор(ы)                                                        |
| ---------------------------- | ----------------------- | ---------- | ------------------------------------ | -------------------------------------------------------------------- |
| 3 Pead                       | «Poolel teel»           | Эстонский  | «На полпути туда»                    | Janek Murd, Erkki Tero                                               |
| Disko 4000                   | «Ei usu»                | Эстонский  | «Не думаю»                           | Пирет Ярвис, Sander Loite, Paul Oja, Kallervo Karu                   |
| Groundhog Day                | «Teiste seest kõigile»  | Эстонский  | «В других все»                       | Tõnn Tobreluts, Tauno Tamm, Keio Münti, Indrek Mällo                 |
| Иирис Весик                  | «Astronaut»             | Английский | «Космонавт»                          | Iiris Vesik, Ago Teppand                                             |
| Ленна Куурмаа                | «Rapunzel»              | Английский | «Рапунцель»                          | Вайко Эплик                                                          |
| Malcolm Lincoln & ManPower 4 | «Siren»                 | Английский | «Сирена»                             | Робин Юхкенталь                                                      |
| Marten Kuningas & Mahavok    | «Oota mind veel»        | Эстонский  | «Продолжай ждать меня»               | Heini Vaikmaa, Oskar Ove                                             |
| Mimicry                      | «New»                   | Английский | «Новость»                            | Timmo Linnas, Kaspar Ehlvest, Ivar Kaine, Kene Vernik, Paul Lepasson |
| Tiiu Kiik                    | «The One and Only Love» | Английский | «Единственная и неповторимая любовь» | Tiiu Kiik                                                            |
| Violina feat. Rolf Junior    | «Maagiline päev»        | Английский | «Волшебный день»                     | Mihkel Mattisen, Timo Vendt, Рольф Роосалу, Liis Lass                |

### Финал
Финал состоялся 12 марта 2010 года в Nokia Concert Hall в Таллине, организованный Оттом Сеппом и Мяртом Аванди. 10 песен принимали участие в финале, и две из них, занявшие первые два места, прошли в суперфинал. В первом раунде голосовали жюри и телезрители (соотношение 50/50), отобрав две лучшие песни. Ими стали «Rapunzel» в исполнении Ленны Куурмаа и Siren в исполнении дуэта Malcolm Lincoln и группы ManPower 4. Публичное голосование в первом раунде зарегистрировало 18,804 голосов. В суперфинале дуэт Malcolm Lincoln и группа ManPower 4 одержали победу в голосовании телезрителей. Публичное голосование в суперфинале зарегистрировало 22,224 голоса. В интервал-акте принимала участие группы Metsatöll и Urban Symphony, представившая Эстонию на конкурсе песни Евровидение 2009. В жюри входили Инес, Ове Петерсель, Анне Эрм, Силм Нестор, Алар Коткас, Хелен Силдна, Эрик Морна, Танель Падар, Тауно Айнтс, Сильви Врайт и Керли Кыйв.
| Финал — 12 марта 2010 | Финал — 12 марта 2010        | Финал — 12 марта 2010   | Финал — 12 марта 2010 | Финал — 12 марта 2010                | Финал — 12 марта 2010 | Финал — 12 марта 2010 | Финал — 12 марта 2010 | Финал — 12 марта 2010 | Финал — 12 марта 2010 | Финал — 12 марта 2010 |
| Номер                 | Артист                       | Песня                   | Язык                  | Перевод                              | Жюри                  | Жюри                  | Телеголосование       | Телеголосование       | Всего                 | Место                 |
| --------------------- | ---------------------------- | ----------------------- | --------------------- | ------------------------------------ | --------------------- | --------------------- | --------------------- | --------------------- | --------------------- | --------------------- |
| 1                     | 3 Pead                       | «Poolel teel»           | Эстонский             | «На полпути туда»                    | 43                    | 2                     | 348                   | 1                     | 3                     | 10                    |
| 2                     | Marten Kuningas & Mahavok    | «Oota mind veel»        | Эстонский             | «Продолжай ждать меня»               | 67                    | 7                     | 1195                  | 5                     | 12                    | 5                     |
| 3                     | Mimicry                      | «New»                   | Английский            | «Новость»                            | 33                    | 1                     | 851                   | 4                     | 5                     | 8                     |
| 4                     | Tiiu Kiik                    | «The One and Only Love» | Английский            | «Единственная и неповторимая любовь» | 44                    | 3                     | 636                   | 2                     | 5                     | 9                     |
| 5                     | Violina и Rolf Junior        | «Maagiline päev»        | Английский            | «Волшебный день»                     | 83                    | 9                     | 2586                  | 8                     | 17                    | 3                     |
| 6                     | Disko 4000                   | «Ei usu»                | Эстонский             | «Не думаю»                           | 48                    | 4                     | 657                   | 3                     | 7                     | 7                     |
| 7                     | Иирис Весик                  | «Astronaut»             | Английский            | «Космонавт»                          | 64                    | 6                     | 1792                  | 7                     | 13                    | 4                     |
| 8                     | Ленна Куурмаа                | «Rapunzel»              | Английский            | «Рапунцель»                          | 101                   | 10                    | 4484                  | 10                    | 20                    | 1                     |
| 9                     | Groundhog Day                | «Teiste seest kõigile»  | Эстонский             | «В других все»                       | 48                    | 5                     | 1790                  | 6                     | 11                    | 6                     |
| 10                    | Malcolm Lincoln & ManPower 4 | «Siren»                 | Английский            | «Сирена»                             | 74                    | 8                     | 4465                  | 9                     | 17                    | 2                     |

| Подробное голосование жюри | Подробное голосование жюри | Подробное голосование жюри | Подробное голосование жюри | Подробное голосование жюри | Подробное голосование жюри | Подробное голосование жюри | Подробное голосование жюри | Подробное голосование жюри | Подробное голосование жюри | Подробное голосование жюри | Подробное голосование жюри | Подробное голосование жюри | Подробное голосование жюри |
| Номер                      | Песня                      | [[Инес\|Инес]]             | О. Петерсель               | А. Эрм                     | С. Нестор                  | А. Коткас                  | Х. Силдна                  | Э. Морна                   | Т. Падар                   | Т. Айнтс                   | С. Врайт                   | К. Кыйв                    | Всего                      |
| -------------------------- | -------------------------- | -------------------------- | -------------------------- | -------------------------- | -------------------------- | -------------------------- | -------------------------- | -------------------------- | -------------------------- | -------------------------- | -------------------------- | -------------------------- | -------------------------- |
| 1                          | «Poolel teel»              | 4                          | 9                          | 4                          | 6                          | 2                          | 3                          | 5                          | 2                          | 4                          | 3                          | 1                          | 43                         |
| 2                          | «Oota mind veel»           | 5                          | 8                          | 8                          | 7                          | 3                          | 1                          | 7                          | 8                          | 9                          | 7                          | 4                          | 67                         |
| 3                          | «New»                      | 2                          | 1                          | 6                          | 1                          | 5                          | 2                          | 3                          | 1                          | 3                          | 1                          | 8                          | 33                         |
| 4                          | «The One and Only Love»    | 1                          | 7                          | 7                          | 3                          | 4                          | 4                          | 6                          | 3                          | 5                          | 2                          | 2                          | 44                         |
| 5                          | «Maagiline päev»           | 9                          | 6                          | 5                          | 8                          | 7                          | 8                          | 10                         | 7                          | 6                          | 8                          | 9                          | 83                         |
| 6                          | «Ei usu»                   | 3                          | 3                          | 2                          | 5                          | 6                          | 5                          | 1                          | 6                          | 8                          | 6                          | 3                          | 48                         |
| 7                          | «Astronaut»                | 7                          | 4                          | 1                          | 4                          | 8                          | 6                          | 8                          | 5                          | 2                          | 9                          | 10                         | 64                         |
| 8                          | «Rapunzel»                 | 10                         | 10                         | 9                          | 10                         | 9                          | 7                          | 9                          | 10                         | 10                         | 10                         | 7                          | 101                        |
| 9                          | «Teiste seest kõigile»     | 6                          | 5                          | 3                          | 2                          | 1                          | 9                          | 2                          | 4                          | 7                          | 4                          | 5                          | 48                         |
| 10                         | «Siren»                    | 8                          | 2                          | 10                         | 9                          | 10                         | 10                         | 4                          | 9                          | 1                          | 5                          | 6                          | 74                         |

| Суперфинал — 12 марта 2010 | Суперфинал — 12 марта 2010   | Суперфинал — 12 марта 2010 | Суперфинал — 12 марта 2010 | Суперфинал — 12 марта 2010 | Суперфинал — 12 марта 2010 | Суперфинал — 12 марта 2010 |
| Номер                      | Артист                       | Песня                      | Язык                       | Перевод                    | Телеголосование            | Место                      |
| -------------------------- | ---------------------------- | -------------------------- | -------------------------- | -------------------------- | -------------------------- | -------------------------- |
| 1                          | Malcolm Lincoln & ManPower 4 | «Siren»                    | Английский                 | «Сирена»                   | 12001 (54 %)               | 1                          |
| 2                          | Ленна Куурмаа                | «Rapunzel»                 | Английский                 | «Рапунцель»                | 10223 (46 %)               | 2                          |

## Евровидение 2010
Эстония участвовала в 1-м полуфинале, который состоялся 25 мая 2010 года. Заняла 14-е место в 1-м полуфинале, поэтому не смогла пройти в финал.

### Баллы, данные Эстонией[19]

#### 1-й полуфинал
| 12 баллов | Россия     |
| 10 баллов | Финляндия  |
| 8 баллов  | Бельгия    |
| 7 баллов  | Исландия   |
| 6 баллов  | Латвия     |
| 5 баллов  | Португалия |
| 4 балла   | Беларусь   |
| 3 балла   | Мальта     |
| 2 балла   | Греция     |
| 1 балл    | Сербия     |

|

#### Финал
| 12 баллов | Германия |
| 10 баллов | Россия   |
| 8 баллов  | Грузия   |
| 7 баллов  | Норвегия |
| 6 баллов  | Турция   |
| 5 баллов  | Дания    |
| 4 балла   | Исландия |
| 3 балла   | Бельгия  |
| 2 балла   | Ирландия |
| 1 балл    | Франция  |

|}
| 12 баллов            | 10 баллов    | 8 баллов | 7 баллов   | 6 баллов                                             |
| -------------------- | ------------ | -------- | ---------- | ---------------------------------------------------- |
| - Финляндия - Латвия |              |          |            |                                                      |
| 5 баллов             | 4 балла      | 3 балла  | 2 балла    | 1 балл                                               |
| - Польша             | - Португалия |          | - Исландия | - Албания - Беларусь - Босния и Герцеговина - Греция |